# Parafia Trójcy Świętej w Głębokiem
Parafia Trójcy Świętej w Głębokiem (biał. Парафія Найсвяцейшай Тройцы у Глыбокае) – parafia rzymskokatolicka w Głębokiem. Należy do dekanatu głębockiego diecezji witebskiej. Została utworzona w 1628 roku. Parafię prowadzą księża diecezjalni.

## Historia

### Fundacja
Powstanie parafii pod wezwaniem Trójcy Świętej w Głębokiem sięga czasów, kiedy północna część miasta należała do wojewody mścisławskiego i starosty dziśnieńskiego Józefa Korsaka. W 1628 r. dokonał fundacji pierwszego kościoła. 
W 1639 r. czyniąc zapis na rzecz klasztoru Ojców Karmelitów Bosych w Głębokiem zobowiązał ich, by „kapłana świeckiego dla administrowania chowali, a on ma być we wszystkiem ojcom subiektus i nie może sobie uzurpować nomen parochi, i naznaczam jemu ordynarji 200 kop litewskich oraz prowizję (żyta beczek 12, słodu 7, jęczmienia 1, pszenicy 1,5 i owsa 7), co powinni bosacy co roku mu dawać”.
Ten sam warunek Korsak powtórzył w 1642 r.: „Karmelici mają kapłana świeckiego groszem, zbożem i innemi leguminami żywić. Ażeby nie zdało się, że Pleban Głębocki z rąk Karmelitów się karmi, w zapobieżenie sporu plebanję funduję, […] kościół i mieszkanie dla księdza najdalej za półtora roku wystawić obowiązuję się. Na kościół i plebana leguję Zalesie (alias Dmitrowszczyznę), […] za co za duszę moją perpetuis temporibus w każdy tydzień w dzień powszedni Msza święta odprawiana być ma”. Majątek Zalesie stanowił 21 włók ziemi oraz mieszających tam poddanych.
Zgodnie z podanym wyżej zapisem testamentalnym zbudowano drewniany kościół Trójcy Świętej i poświęcono 16 kwietnia 1643 r. Zbudowano go w kształcie krzyża łacińskiego z dwoma wieżami i dwoma niewielkimi dzwonami. Wewnątrz znajdował się obszerny chór, ceglana posadzka, 19 ławek i 8 okien. Parafia znajdowała się w diecezji wileńskiej, w latach 1642–1654 była obsługiwana przez karmelitów. W 1653 r. parafia płaciła podymne od 33 dymów w wysokości 49 polskich złotych 15 groszy. 
Co do liczby parafian, to „rodzin szlachty, które mieszkają w sąsiedztwie i de iure należą do tego kościoła, jest mniej więcej 30, które jednak rzadko albo wcale nie mają zwyczaju brania udziału w nabożeństwach, ponieważ są magnatami i po większej części mają własnych kapelanów. Rodzin plebejskich katolickich jest w mieście 40, pozostali wszyscy są Rusinami obrządku greckiego”. Informacja ta pochodzi z aktu wizytacyjnego z 17 czerwca 1654 roku. Akt ten został sporządzony dwa tygodnie przed najazdem Rosjan, którzy spalili kościół.
W tym czasie w Głębokiem istniał jeszcze jeden kościół parafialny – pw. Świętego Michała, leżący w części Zenowiczowskiej. Miał on swoich parafian – część mieszkańców Głębokiego, a stał na terenie województwa wileńskiego, podczas gdy kościół pw. Trójcy Świętej znajdował się w województwie połockim. W jednym mieście należącym w dwu częściach do dwóch właścicieli i przynależącym do dwóch województw, istniały dwie parafie i dwa kościoły katolickie (oprócz kościoła karmelitańskiego).
Ks. Jan Kurczewski w swojej książce „Biskupstwo Wileńskie” wspomina, że po najeździe moskiewskim w 1654 roku kościół parafialny odbudowano jako drewniany. W 1672 r. uposażono parafię. W 1673 r. parafia płaciła podymne od 5 domów co świadczy o zubożeniu plebanii. Około 1674 r. nabożeństwa odprawiano w kościele karmelitów, ponieważ kościół parafialny był „spalony przez nieprzyjaciela, jeszcze nie odbudowany”. Nową świątynię wybudowano około 1680 r.
W 1744 r. parafia wchodziła w skład dekanatu połockiego diecezji wileńskiej. Granice parafii określają miejscowości: Głębokie, Szrabaie, Zurowuiowo, Łowce, Strockie, Szuniewicze, Butwiłowszczyzna, Zuki, Soroki, Wołkowszczyzna, Kowalewszczyzna, Hołubicze, Iwanowszczyzna, Żołnierowszczyzna, Zaborze, Kołątajowszczyzna, Samowszczyzna, Dzierkowszczyzna, Koroby, Udział, Michalce, Litowszczyzna, Dziechciary, Sudniki, Mereckie, Piotrowskie, Zalesie, Jezierce, Ginki, Kasztelanowszczyzna. W wielu z nich mogły znajdować się kaplice.
W XVIII wieku kościół został przebudowany na murowany. Dzieło to rozpoczął ówczesny proboszcz – ks. Antoni Jaszczołt, który zmarł nagle w 1764 r., doprowadziwszy budowę do poziomu okien. Przebudowę zakończył w 1782 r. jego następca ks. Michał Fiedorowicz. Nowy kościół posiadał dwie wieże, ołtarz główny i dwa ołtarze boczne, murowaną posadzkę oraz piwnice składające się z 12 katakumb, ciągnące się pod całą powierzchnią świątyni. Dwie altarie ustanowili proboszcz i ks. Kazmierz Sznurki. 11 czerwca 1783 r. konsekracji kościoła dokonał sufragan wileński Piotr Toczyłowski.
W 1777 r. w parafialnej szkole uczyło się 8 dzieci, w 1782 – 11, w 1789 – 20.

### Pod zaborami
W latach 1795-98 parafia należy do dekanatu dokszyckiego w diecezji inflanckiej, posługuje w niej 3 kapłanów. W latach 1798–1849 parafia leży w dekanacie dziśnieńskim diecezji mińskiej. W 1812 r. kościół zajęły na skład żywności wojska napoleońskie. W powstaniu listopadowym brał udział ks. Tomaszewski z Głębokiego. W 1842 r. parafia posiadała filię w Oziercach. Od 1849 parafia znajdowała się w dekanacie dziśnieńskim diecezji wileńskiej, od 1925 archidiecezji wileńskiej.
Według kościelnej kroniki w 1851 r. parafia posiadała dwie filie: w Mamajach i Dimitrowszczyźnie.
Proboszcz ściśle współpracował z karmelitami bosymi. Po powstaniu styczniowym karmelici musieli opuścić Głębokie z powodu kasaty ich klasztoru. 28 marca 1862 roku miejscowi zakonnicy przekształcili swój kościół zakonny w filię kościoła parafialnego i przyłączyli do niej 840 wiernych. W ten sposób karmelici pozostali jeszcze w Głębokiem na kilka lat. Dopiero w 1865, pod naciskiem władz zaborczych, bp Krasiński zamknął tę „samowolnie” uczynioną filię. Karmelici bosi bezpowrotnie opuścili wtedy Głębokie. Wówczas z kościoła poklasztornego do kościoła parafialnego przeniesiono uważany za cudowny słynący z łask obraz Matki Boskiej Podchórnej oraz figurę Jezusa Cierpiącego, która 10 sierpnia 1763 roku od godziny 17.00 do 22.00 miała „pocić się w cudowny sposób”.
W 1863 r. parafia posiadała kaplice: Wincentowo (dom), Dimitrowszczyzna (cmentarz), Ozierce i Kopciówka. Od 1866 r. istnieją jedynie dwie pierwsze.
W roku 1902 staraniem ks. Żery, a kosztem parafian rozpoczęła się gruntowna rozbudowa kościoła, zakończona w 1908. Nowe części kościoła poświęcił w 1908 roku ks. Jan Kurczewski, prałat kapituły wileńskiej, a zarazem znany historyk. 
Po powstaniu styczniowym obowiązywał zakaz remontu pomieszczeń religijnych należących do wiernych obrządku rzymskokatolickiego, ale kościół głębocki miał na tyle spodobać się Cesarskiej Komisji Architektonicznej, że nie tylko zezwoliła na remont, lecz wyraziła zgodę na jego rozbudowę. Według innych źródeł faktyczną rozbudowę starano się ukryć przed władzami, przeprowadzając ją pod pozorem remontu.
W 1910 r. parafia nie posiadała kaplic filialnych.

### Dwudziestolecie międzywojenne

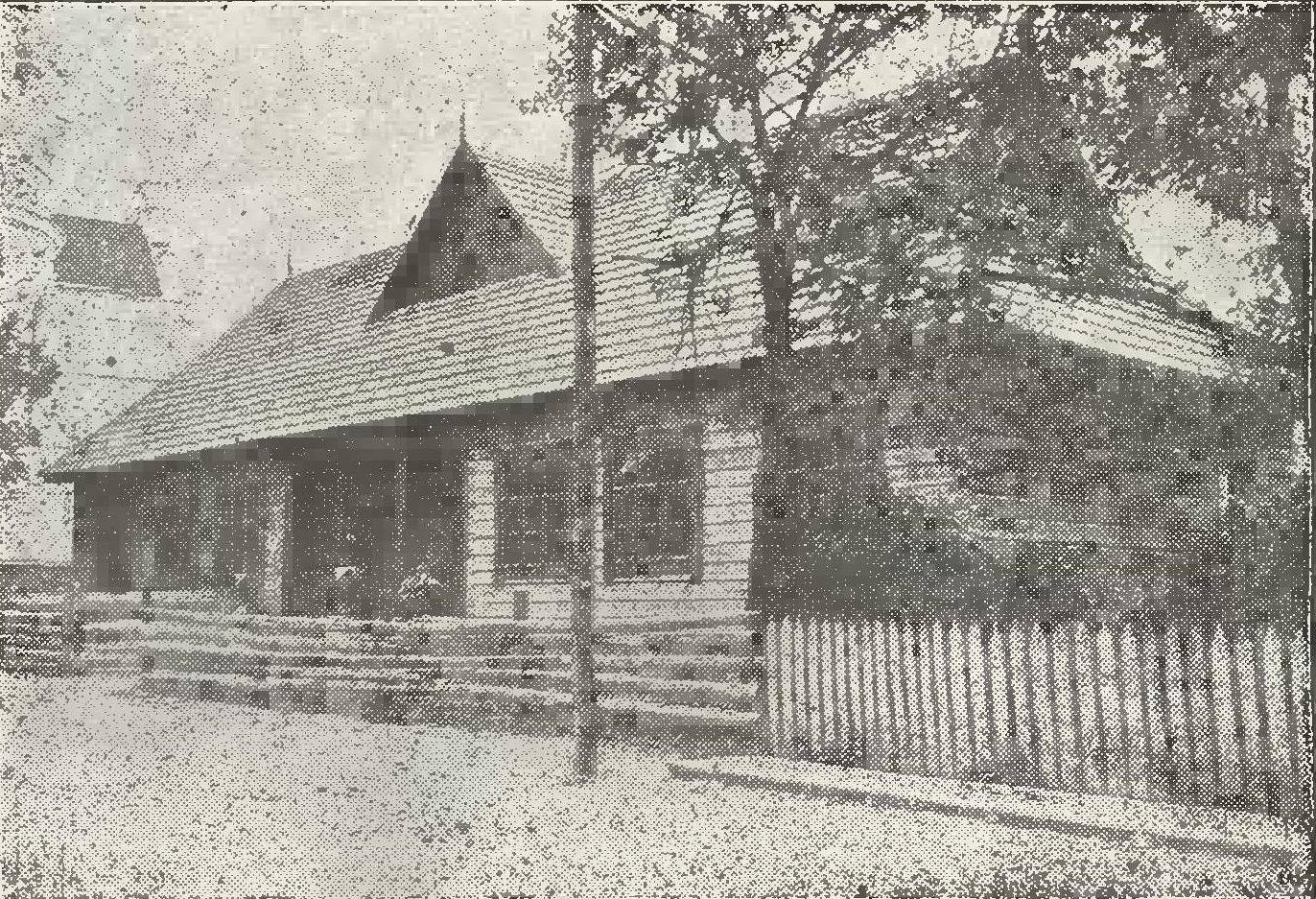
Dom parafialny przy ul. Wielkiej, 1928 r.

W 1931 roku w Głębokiem odbywał się Kongres Eucharystyczny, a rok wcześniej miasto odwiedził Józef Piłsudski, który modlił się w głębockiej świątyni. Po jego śmierci w 1935 roku w Głębokiem wyprawiono uroczyste egzekwie ku jego pamięci.
21 sierpnia 1934 roku do Głębokiego przyjechały Siostry Niepokalanki: s. Józefina, s. Aniela, a w następnym roku – s. Tadea Kościuszko jako przełożona. Założyły w tym mieście swą placówkę misyjną na terenie parafii Trójcy Świętej. Siostry ściśle współdziałały z proboszczem dziekanem ks. Antonim Zienkiewiczem. Ks. abp Romuald Jałbrzykowski stwierdził, iż parafia ta jest „jedną z pierwszych nie tylko na Kresach”. Jeszcze jeden dowód na to stanowi przyznanie s. Tadei Srebrnego Krzyża Zasługi za pracę na polu społecznym i kulturalno-oświatowym. S. Tadea zmarła 25 czerwca 1946 r. i została pogrzebana na głębockim cmentarzu.

### Okres powojenny
Kościół został poważnie uszkodzony w 1944 r. w czasie zdobywania miasta przez Armię Czerwoną i odbudowany do 1946 r. przez ks. A. Zienkiewicza.
Komunistyczne władze zmusiły siostry Niepokalanki do opuszczenia miasta; pozostała tylko s. Eleonora, która nie chciała opuścić ciężko chorego dziekana Zienkiewicza. Opiekowała się nim aż do jego śmierci w 1951 r., po czym została zmuszona do wyjazdu. Proboszczem został następnie ks. Franciszek Piarko, a w 1959 r. marianin ks. Józef Frąckiewicz, były więzień gułagu. 
Proboszcz ks. Władysław Zawalniuk rozpoczął generalny remont kościoła. W 1987 r. sakramentu bierzmowania udzielił biskup włocławski Roman Andrzejewski. W latach 1989–1991 parafia leży w diecezji mińskiej, w latach 1991-1999 archidiecezji mińsko-mohylewskiej, a od 1999 r. w diecezji witebskiej. 11 czerwca 1991 r. miało miejsce nawiedzenie głębockiej świątyni przez relikwie bł. Bolesławy Lament.
Prace remontowe przy kościele kontynuował ks. Cyryl Klimowicz, obecnie biskup ordynariusz największej pod względem terytorialnym diecezji na świecie – irkuckiej. Jako proboszcz rozpoczął budowę nowego klasztoru dla Sióstr Franciszkanek Rodziny Maryi, które od 1990 roku znajdowały się w Głębokiem. 

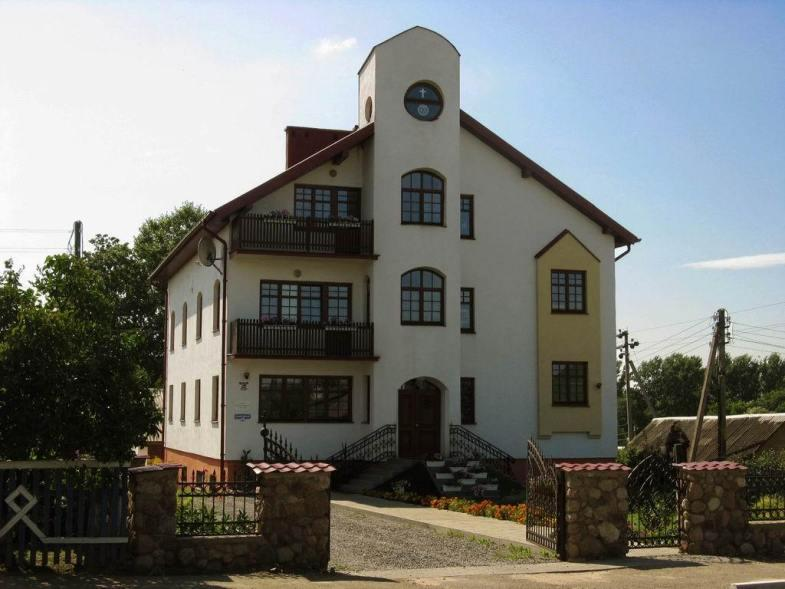
Klasztor Franciszkanek Rodziny Maryi przy ul. Sowieckiej

Dzieła remontu świątyni dokończył ks. proboszcz Krzysztof Witwicki. Następny proboszcz ks. Krzysztof Mikołajczyk przez cztery lata pracy zdołał nawrócić około setki ludzi, czuwał nad budową kościoła filialnego w Oziercach, wyremontował organy, odnowił kościół parafialny, założył oddział Caritasu i koła Żywego Różańca, utworzył Legion Maryi, organizował pielgrzymki do Sanktuarium w Budsławiu, wznowił wieczystą nowennę do Matki Boskiej Głębockiej, szerząc Jej kult po całej Białorusi, jak i poza jej granicami. Co roku gościł w swej parafii międzynarodowy festiwal filmowy „Magnificat”.
W latach 2007–2015 proboszczem był ks. prałat Mieczysław Janczyszyn, który wybudował cztery kościoły na Białorusi. W 2014 roku został honorowym obywatelem miasta Głębokie. Funkcję wikarego pełnił ks. Wiktor Misiewicz, który przyjął święcenia kapłańskie w kościele parafialnym.

## Obecnie
Msze święte w języku polskim odbywają się o godz. 9.00 w tygodniu, o godz. 9.30 w niedziele i 10.00 w święta. W parafii działają wspólnoty: Żywego Różańca, Legionu Maryi oraz ministranci.
Na terenie parafii znajdują się cmentarze w Głębokiem przy ul. Gorkiego, przy ul. Armii Czerwonej, w Choroszkach, Niedźwiadkach, Starych Szuniowcach, Marcybelinie, Worobiach, Łowcach, Miereckich, Zaprudziach, Zabielu, Prypiernie, Sorokach.

## Demografia

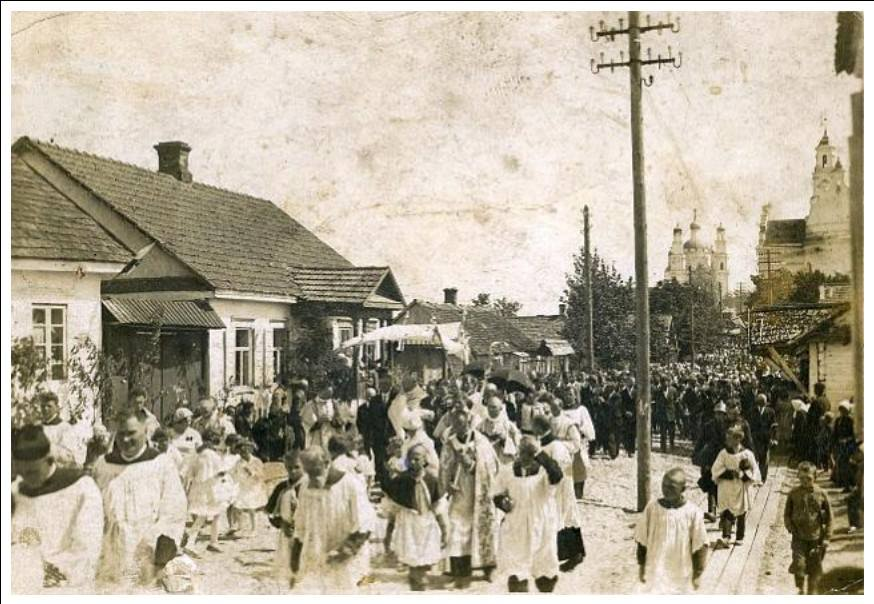
Procesja Bożego Ciała idąca ul. Wielką, 1934 r.

Liczba katolików, wiernych parafii, w poszczególnych latach. W 2009 r. parafia liczyła około 6000 wiernych. Według kartotek parafialnych z lutego 2016 r., sporządzonych po wizytach duszpasterskich u parafian, ich liczba wynosi 4140.

## Obszar parafii
Parafia obejmuje miejscowości:

- Głębokie
- Marcybelin
- Dziechciary
- Pietrowskie
- Zaprudzie
- Miereckie
- Zabiele
- Peternów
- Prypierno
- Soroki
- Choroszki
- Szuniewicze
- Łastowice
- Obrub Łastowicki
- Orzechowno
- Żabinka
- Obrub Berezwecki
- Stanule
- Hatowszczyzna
- Zarubino
- Koroby I
- Tumasze
- Szarabaje Stare
- Łowce
- Borek
- Szuniowce Stare
- Szuniowce
- Girstuny
- Szarabaje Nowe

## Proboszczowie parafii od XVII w.

Groby proboszczów ks. Antoniego Zienkiewicza i Józefa Frąckiewicza na cmentarzu "Kopciówka"

| imię i nazwisko                  | daty urzędowania         |
| -------------------------------- | ------------------------ |
| Karmelici                        | 1642 – 1654              |
| Ks. Grzegorz Szczerchlejski      | 1673 – 1674              |
| Ks. Michał Trobczyński           | 1692 – 1717              |
| Ks. Antoni Jaszczołt             | ok. 1763 – 1764          |
| Ks. Michał Kazimierz Fiedorowicz | 1764 – 1782              |
| Ks. Antoni Fiedorowicz           | 1803 – 1804              |
| Ks. Mateusz Cieślakiewicz        | 1820 – 1826              |
| Ks. Romuald Gliński              | 1832                     |
| Ks. Ksawery Mickiewicz           | 1842 – 1843              |
| Ks. Pankracy Kruszyński          | 1855 – 1856, 1859 – 1860 |
| Ks. Bolesław Kulikowski          | 1871 – 1872              |
| Ks. Adam Jakubowski              | 1883 – 1889              |
| Ks. Stanisław Puchalski          | 1891 – 1892              |
| Ks. Placyd Szarkowski            | 1903                     |
| Ks. Daniel Bujwis                | 1905 – 1908              |
| Ks. Antoni Zienkiewicz           | 1924 – 1951              |
| Ks. Franciszek Piarko            | 1951 – 1959              |
| Ks. Józef Frąckiewicz MIC        | 1959 – 1985              |
| Ks. Władysław Zawalniuk          | 1985 – 1989              |
| Ks. Cyryl Klimowicz              | 1990 – 1999              |
| Ks. Piotr Wróbel                 | 2000                     |
| Ks. Krzysztof Witwicki           | 2000 – 2003              |
| Ks. Krzysztof Mikołajczyk        | 2003 – 2007              |
| Ks. Mieczysław Janczyszyn        | 2007 – 2015              |
| Ks. Mikołaj Cichanowicz          | 2015 –                   |